# TLC: Tables, Ladders & Chairs (2010)
WWE TLC: Tables, Ladders & Chairs (2010) — второе в истории шоу TLC, PPV-шоу, производства американского рестлинг-промоушна World Wrestling Entertainment (WWE). Шоу прошло 19 декабря 2010 года в «Тойота-центре» Хьюстоне, Техас, США. Шоу представляли бренды WWE: RAW и SmackDown!. В рамках шоу прошло 7 матчей.

## Предыстория
Главным событием шоу стал поединок Кейна против Эджа, Рея Мистерио и Альберто Дель Рио за титул чемпиона мира в тяжёлом весе. В ноябре Эдж был назван претендентом номер один на чемпионский титул. На предыдущем ппв Survivor Series Эдж не сумел победить Кейна. Тогда бой закончился двойной дисквалификацией. 3 декабря во время SmackDown Эдж победил Кейна, что дало ему право выбирать условия поединка на TLC и он выбрал поединок со столами, лестницами и стульями. 17 декабря генеральный менеджер Smackdown Тедди Лонг объявил, что чемпионский поединок будет четырёхсторонним и в нём также будут участвовать Рей Мистерио и Альберто Дель Рио.
Главным противостоянием бренда Raw стал поединок между Мизом и Рэнди Ортоном за титул чемпиона WWE. 22 ноября Ортон успешно защитил свой титул против Уэйда Барретта и после поединка Миз воспользовался контрактом из кейса Money in the Bank и, победив Ортона, стал новым чемпионом. 6 декабря Ортон захотел воспользоваться своим правом на матч-реванш, однако генеральный менеджер Raw объявил, что этот бой пройдет на шоу TLC: Tables, Ladders & Chairs и дал Мизу право выбирать условия поединка и тот выбрал поединок со столами.
Другим событием Raw стало противостояние Джона Сины и Уэйда Барретта в поединке со стульями. В ноябре на Survivor Series бывший член Нексус Сина покинул Raw, после того, как Рэнди Ортон победил Барретта. Это решение стало следствием условия поединка, по которому если Уэйд не завоюет чемпионский титул, Сина будет уволен. Однако даже будучи уволенным из WWE Сина продолжил нападать на членов Нексус. В декабре 2010 года Барретт заново нанял Сину с условием, что тот встретится с ним в поединке со стульями.

## Отзывы
Шоу получило неоднозначную оценку. Некоторое поединки, такие как матч за титул чемпиона мира в тяжёлом весе или за титул интерконтинентального чемпиона получили высокие оценки. Другие же поединки, как, например, командный матч или поединок див получил отрицательные отзывы. Обозреватели, отметили, что WWE продолжает активно использовать сюжетные линии и гиммики и зачастую сильно переусердствует в этом.

## Результаты
| #                                | Поединки | Условия                                                                                           | Время      |
| -------------------------------- | --- | ------------------------------------------------------------------------------------------------- | ---------- |
| Dark                             | Брайан Дэниелсон (с Близняшками Белла) победил Тэда Дибиаси (с Марис)                                              | Поединок один на одни                                                                             | Неизвестно |
| 1                                | Дольф Зигглер (c) (с Вики Герреро) победил Кофи Кингстона и Джэка Сваггера                                         | Матч «тройная угроза» с лестницами за титул интерконтинентального чемпиона WWE                    | 08:55      |
| 2                                | Наталья и Бет Феникс победили Лей-Кул (Лейла и Мишель МакКул)                                                      | Командный поединок див со столами                                                                 | 09:22      |
| 3                                | Сантино Марелла и Владимир Козлов (c) победили Нексус (Джастин Гэбриел и Хит Слейтер) в результате дисквалификации | Командный поединок за титулы командных чемпионов WWE                                              | 06:19      |
| 4                                | Джон Моррисон победил Шеймуса                                                                                      | Поединок с лестницами за место первого претендента на поединок за титул чемпииона WWE             | 19:04      |
| 5                                | Миз (с Алексом Райли) (c) победил Рэнди Ортона                                                                     | Поединок со столами за титул чемпиона WWE                                                         | 13:41      |
| 6                                | Эдж победил Кейна (c), Рея Мистерио и Альберто Дель Рио                                                            | Четырёхсторонний поединок со столами, лестницами и стульями за титул чемпиона мира в тяжелом весе | 22:45      |
| 7                                | Джон Сина победил Уэйда Барретта                                                                                   | Поединок со стульями                                                                              | 19:12      |
| (c) — чемпион на момент поединка | |                                                                                                   |            |